# 알베르 칼메트
레옹 샤를 알베르 칼메트(프랑스어: Léon Charles Albert Calmette, ForMemRS, 1863년 7월 12일 ~ 1933년 10월 29일)은 프랑스의 세균학자이다. 게랭과 함께 BCG를 발견함으로써 결핵을 예방하는 데 크게 공헌하였다. 그는 어떠한 동물에 대해서도 결핵을 일으키게 할 수 없는 약한 결핵균을 만들었다. 저서로는 《바실러스와 결핵의 전염》 《BCG.에 의한 결핵 예방 접종》 등이 있다.